# Quattro zampe a San Francisco
Quattro Zampe a San Francisco (Homeward Bound II: Lost in San Francisco) è un film del 1996 diretto da David R. Ellis.
È il sequel del film In fuga a quattro zampe di Duwayne Dunham.

## Trama
Il cane Chance è il cucciolo di un bimbo che lo ha salvato dal canile qualche anno prima. Sebbene siano sempre stati molto amici la loro amicizia sembra raffreddarsi e Chance si spaventa quando pensa (a torto) che il bambino lo voglia abbandonare, così scappa dall'aeroporto insieme agli altri due animali di famiglia: una gatta di nome Sassy e un altro cane di nome Shadow. I tre si ritrovano a San Francisco sperduti e affamati e sono costretti ad arrangiarsi stringendo amicizia con una banda di cani randagi e lottando contro il perfido e malvagio accalappiacani che da tempo li minacciava. Chance si innamora inoltre della bella Delilah e ha qualche dubbio sul tornare o meno dalla sua famiglia.
Infine decide di tornare a casa e dopo una serie di avventure ci riesce, scoprendo che lì lo aspetta ancora l'affetto del suo padroncino e Delilah che ha deciso di abbandonare la sua vita randagia per farsi adottare dalla famiglia di Chance.